# Kežmarský štít
Die Kežmarský štít (deutsch Kesmarker Spitze, polnisch Kieżmarski Szczyt, ungarisch Késmárki-csúcs) ist ein 2558 m n.m. hoher Gipfel in der slowakischen Hohen Tatra.

## Topographie
Der Berg liegt an der Gabel zweier Grate, einer südöstlich über die Scharte Huncovské sedlo (Hunsdorfer Scharte) in Richtung des Huncovský štít (Hunsdorfer Spitze) verlaufend, der andere nach Norden zum Malý Kežmarský štít (Weberspitze, deutsch auch: Kleine Kesmarker Spitze) führend. Zwischen Kežmarský štít und Malý Kežmarský štít befindet sich die Scharte Vyšná Kežmarská štrbina (Obere Kesmarker Scharte). Der Malý Kežmarský štít fällt nach Norden mit der Deutschen Leiter (Nemecký rebrík) zum Bergsee Zelené pleso (Grünsee) ab, nach Nordosten schließt sich an den Malý Kežmarský štít die Kežmarská kopa (Unterer Kesmarker Kamm) an.
Zwischen Kežmarský štít und Huncovský štít liegen die Kežmarská priehyba (Kesmarker Schulter), der Kežmarský hrb (Kesmarker Höcker), die Nižná Kežmarská priehyba (Untere Kesmarker Schulter), und der Maly Kežmarský hrb (Kleiner Kesmarker Höcker). Im Südwesten des Bergs befindet sich die Veľká Vidlová veža (Große Gabelspitze) und der Lomnický štít (Lomnitzer Spitze).
Im Uhrzeigersinn gesehen fällt das Massiv im Nordwesten zum Kar Medená kotlina (Kupferkessel), in das Tal Veľká Zmrzlá dolina (Großes Papirustal), im Norden zum Tal Dolina Kežmarskej Bielej vody (Kesmarker Weißwassertal), im Osten zur Huncovská kotlinka (Hunsdorfer Grube), und im Süden über den Cmiter (Totengarten) zum Tal Skalnatá dolina (Steinbachtal) ab.
Das Massiv besteht aus Granit, in dem es einige Kletterrouten gibt. Die nordwestliche Felswand des Gipfels des Kežmarský štít ragt 500 m über der Medená kotlina. Auf einem Drittel der Höhe wird diese Felswand von den Medené lávky (Kupferbänken) geschnitten. Die Wand wird nach Norden durch eine von der Oberen Kesmarker Scharte ausgehende Rinne begrenzt. Die im Südosten zur Hunsdorfer Grube abfallenden Felswände sind dagegen nicht sehr steil. Die Felswände im Südwesten und im Süden, die im oberen Bereich zum Totengarten zusammenlaufen, fallen jedoch  500 bis 550 m ins Skalnatá dolina ab und sind durch die Mogilnicki-Pfeiler voneinander getrennt. Von der Südwand des benachbarten Kesmarker Höckers wird die Südwand der Bergs durch die tiefe Schlucht der Vyšná Kežmarská štrbina (Obere Kesmarker Scharte) und die ihn erweiternde Rinne begrenzt.

## Aufstieg
Der beste Aufstieg führt von der Seite der Kesmarker Scharte zum Gipfel, vom Sattel Sedlo pod Svišťovkou (Ratzenbergjoch), über den Malý Kežmarský štít oder von der Huncovská kotlinka und den Huncovské sedlo. Einen großen Teil des Aufstiegs kann man auch mittels der Seilbahn von Tatranská Lomnica abkürzen.

## Geschichte
Der Name des Gipfels bezieht sich auf die Stadt Kežmarok (deutsch Kesmark) in der Zips, nicht weit von der Hohen Tatra entfernt, aus der der erste schriftlich belegte Besteiger David Frölich, damals ein Gymnasiast und später Geograph, stammte. Er beschrieb in seinem 1639 erschienenen Werk Medulla geographiae practicae seinen Aufstieg gegen Johannistag im Juni 1615 als Teil eines jährlich stattfindenden Schulausflugs in das Schneegebürg, wie man zeitgenössisch  die Tatra bezeichnete, der zugleich die erste bekannte Beschreibung eines Aufstiegs einer Tatraspitze darstellt. Dort ist der bestiegene Berg nicht näher benannt, es wird jedoch angenommen, dass es sich um die Kesmarker Spitze handeln müsste. Anderswo nennt Frölich die zwei höchsten Berge in dem als Kesmärcker Gebürg bezeichneten Massiv als die Mutter für die Kesmarker Spitze und der Vatter für die Lomnitzer Spitze, die damals als unbesteigbar galt. In Delineatio Nomenclatura Montium Carpathicorum erschien der Gipfel als Kesmarkter Spitze, ein polnischer Name erschien erstmals 1845 als Wirch Kiezmarski. Die Weberspitze erhielt ihren Namen 1894. Die nächste Besteigung der Kesmarker Spitze ist bezeugt für Juni 1654, als Daniel Speer zusammen mit vier anderen Studenten und einem Führer namens Gärtner den Gipfel bestieg. Im 18. Jahrhundert gab es Bergbau an den Nordhängen des Massivs. Die Bezeichnung Deutsche Leiter stammt vermutlich aus dieser Zeit, als deutsche Bergleute dort Bergbau betrieben. Aus späterer Zeit ist die Besteigung durch den Botaniker Eustach Wołoszczak am 9. August 1858 bekannt. Ein Bericht über die Besteigung der Kesmarker Spitze im Jahr 1890 wurde von Samuel Weber verfasst. Erstbesteiger der Kesmarker Spitze im Winter waren Günter Oskar Dyhrenfurth und Alfred Martin am 8. März 1906.
Allerdings war im 18. Jahrhundert und teilweise auch im 19. Jahrhundert der Name Hunsdorfer Spitze mit Varianten verbreitet, wie zum Beispiel lateinisch Hunnisfalvense Cacumen (in Delineatio Nomenclatura Montium Carpathicorum) oder Hunnsdorfer Sp. im Werk Das weit und breit erschollene Zipser Schnee-Gebürg (1719) von Georg Buchholz d. Ä. Die Unstimmigkeiten begründeten sich in der Zugehörigkeit des Bergs: der Berg lag im Gemeindegebiet von Huncovce (deutsch Hunsdorf), wurde aber von der Stadt Kesmark beansprucht und somit nannten die Stadtbürger denselben Berg lieber Kesmarker Spitze. Nach einer Kommassierung im Jahr 1863 kamen die Nordhänge zum Stadtgebiet von Kesmark, die südlichen verblieben bei Hunsdorf.